# ترلان (فرانسه)
ترلانس (به فرانسوی: Trélans) یک کمون در فرانسه است که در لوزر واقع شده‌است.

## خصوصیات
ترلانس ۲۳٫۵۵ کیلومترمربع مساحت و ۱۱۳ نفر جمعیت دارد و ۹۱۰ متر بالاتر از سطح دریا واقع شده‌است.